# Mænd, Kvinder og Ægteskab
Mænd, Kvinder og Ægteskab (originaltitel Why Men Leave Home) er en amerikansk stumfilm fra 1924 instrueret af John M. Stahl.

## Medvirkende
- Lewis Stone som John Emerson
- Helene Chadwick som Irene Emerson
- Mary Carr
- William V. Mong
- Alma Bennett som Jean Ralston
- Hedda Hopper som Nina Neilson
- Sidney Bracey som Sam Neilson
- Lila Leslie som Betty Phillips
- E. H. Calvert som Arthur Phillips
- Howard Truesdale som Dr. Bailey